# Alemanes del Valle de la Muerte
Los alemanes del Valle de la Muerte, nombre con el que fueron conocidos por los medios de comunicación, eran una familia de cuatro turistas alemanes que desaparecieron en el Parque nacional del Valle de la Muerte, en la frontera entre California y Nevada, en Estados Unidos, el 23 de julio de 1996. A pesar de un intensa búsqueda y rescate de la operación, no se llegó a descubrir rastro de la familia y la búsqueda fue suspendida. En 2009, los presuntos restos de los miembros adultos de la familia fueron descubiertos por excursionistas que buscaban evidencias de la suerte corrida por los turistas, y posteriormente se estableció una prueba concluyente de la suerte corrida por el hombre adulto.

## Trasfondo

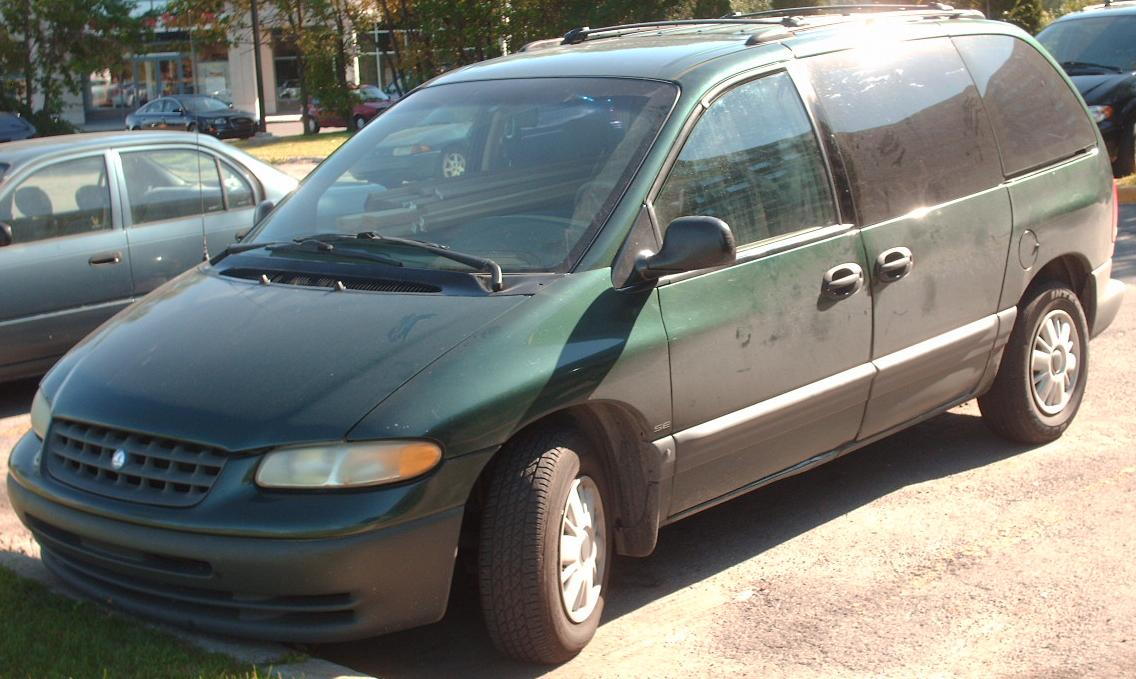
Plymouth Voyager de 1996 similar a la camioneta alquilada.

La familia estaba formada por el arquitecto Egbert Rimkus (34 años), su hijo Georg Weber (11 años), la novia de Rimkus, Cornelia Meyer (27 años), y su hijo Max Meyer (4 años), todos ellos originarios de Dresde (Alemania). Llegaron a los Estados Unidos el 8 de julio de 1996 tras aterrizar en el Aeropuerto Internacional de Los Ángeles, después de llegar desde Europa al país vía Seattle. Ya en California alquilaron una minivan Plymouth Voyager verde del año 1996. Pasaron algún tiempo en el área de San Clemente, al sur del estado, para dirigirse posteriormente a Paradise (Nevada), cerca de Las Vegas, donde se alojaron en el Treasure Island Hotel and Casino. Durante el viaje, Egbert llamó a su casa en Alemania solicitando que les transfirieran 1 500 dólares en California y luego volvió a preguntarle a su exesposa antes de ingresar al recinto.
Luego, la familia condujo hasta el parque nacional del Valle de la Muerte el 22 de julio, donde compraron dos copias del "Texto del Museo del Monumento Nacional del Valle de la Muerte" (en alemán) en el Centro de Visitantes de Furnace Creek y pasaron su primera noche acampando en el Cañón de Hanaupah, cerca de Telescope Peak. Al día siguiente, viajaron a varios sitios turísticos, y Cornelia firmó los nombres de todos los miembros de la familia en un registro de visitantes en un campamento minero abandonado. Ella incluyó con la firma que se dirigirían al paso, probablemente indicando el paso de Mengel. En la camioneta se descubrió una bandera estadounidense tomada de la cabina del geólogo, lo que dejó en claro que los alemanes también habían visitado ese lugar.

## Desaparición y búsqueda
La familia había reservado un vuelo desde Los Ángeles para regresar a Alemania el 27 de julio de 1996, pero no hubo pruebas que abordaran el vuelo o salieran de los Estados Unidos. La exesposa de Rimkus, Heike Weber, se preocupó cuando su exesposo y su hijo no regresaron de sus vacaciones, y ella comenzó a preguntar sobre su paradero.
El 21 de octubre de 1996, la minivan de alquiler de la familia fue descubierta en una parte extremadamente remota del parque conocida como Anvil Canyon por un guardabosques del parque nacional del Valle de la Muerte a bordo de un helicóptero que realizaba una misión de vigilancia aérea de rutina buscando laboratorios de fabricación de drogas ilegales. La inspección posterior encontró que tres de los cuatro neumáticos estaban pinchados y las ruedas dañadas al conducir sobre terreno rocoso, y el vehículo había sido conducido sobre ellos durante más de dos millas (3,2 km). La camioneta había sido denunciada como robada por la empresa de alquiler y se determinó que era la que se alquilaba a los turistas. Dentro de la camioneta se encontraron un saco de dormir Coleman nuevo, una carpa, numerosos juguetes y un gato para neumáticos sin usar. Más de 200 trabajadores de búsqueda y rescate realizaron una extensa búsqueda en el área cercana a la minivan. En ese momento, la búsqueda costaba alrededor de 80 000 dólares e incluía a más de 45 buscadores en casi todo momento. 
Algunos grupos involucrados fueron China Lake Mountain Rescue Group y Indian Wells Valley Search and Rescue Group. La búsqueda no arrojó ninguna pista sobre el paradero de la familia, excepto una botella de cerveza que fue descubierta debajo de un arbusto a más de 1 milla (1.6 km.) del vehículo varado. Se había limpiado una repisa junto a la botella de cerveza con una marca en el asiento que indicaba que uno de los turistas, presumiblemente Egbert debido al tamaño de la marca, la había utilizado como sombra.
El 26 de octubre de 1996 las autoridades suspendieron la búsqueda de los turistas desaparecidos.

## Descubrimiento de los restos
El 12 de noviembre de 2009, Les Walker y Tom Mahood, dos excursionistas que eran personal de búsqueda y rescate fuera de servicio en busca de rastros de la familia, descubrieron los restos óseos de dos adultos, un hombre y una mujer, con identificación de los turistas desaparecidos encontrados cerca de los cuerpos. El pasaporte y la identificación bancaria de Cornelia se encontraron cerca. Otras pertenencias, como un diario con escritura alemana y una botella de vino, fueron encontradas y atribuidas a la familia desaparecida. Aunque el ADN se recuperó solo de los huesos de Rimkus, las autoridades afirmaron que estaban bastante seguras de que los huesos pertenecían a los turistas desaparecidos. Los restos de los niños nunca fueron descubiertos oficialmente, aunque se encontró la suela de un zapato, posiblemente de uno de estos. Supuestamente, los buscadores encontraron huesos que se parecían a los de niños cerca de donde se encontraron los restos de los adultos, pero no se realizó ningún informe oficial sobre este descubrimiento.
Mahood especuló que, mientras estaban de vacaciones, la familia, con poco tiempo y con ganas de visitar el parque nacional de Yosemite en su camino de regreso a Los Ángeles, intentó tomar un atajo a Yosemite en una ruta cuya dificultad subestimaron. Creyó que pudieron haber visto una torre de AT&T y se acercaron a ella para buscar ayuda, pero su trabajo de campo lo llevó a darse cuenta de que la torre no habría sido visible desde su ruta. Mahood luego exploró la teoría de que su vehículo quedó varado, con la familia viajando a pie hacia el sur para buscar ayuda en la Estación de Armas Aéreas Navales China Lake, donde es posible que esperaran encontrar un perímetro vallado bien patrullado, una característica común de las bases militares en Alemania pero no de las bases militares en las áreas desérticas del suroeste de los Estados Unidos. La familia probablemente sucumbió a un golpe de calor, deshidratación y falta de refugio a la mitad del perímetro de la base.